# Grzegorz Ślusarz
Grzegorz Stanisław Ślusarz (ur. 31 maja 1970 w Staszowie) – polski pilot wojskowy; generał brygady Wojska Polskiego; doktor nauk technicznych (specjalność – silniki lotnicze) Politechniki Poznańskiej; dowódca 31 Bazy Lotnictwa Taktycznego (2015–2017); dowódca 4 Skrzydła Lotnictwa Szkolnego od 2020.

## Życiorys

### Młodość i wykształcenie
Grzegorz Ślusarz urodził się w Staszowie jako syn Stanisława i Marianny, z domu Duda. Ma trzech braci. Pochodzi z Wiązownicy Kolonii gminy Staszów, gdzie w 1985 ukończył szkołę podstawową. W latach 1985–1991 kontynuował naukę w Technikum Zawodowym (Górnik) na podbudowie Zasadniczej Szkoły Zawodowej im ks. Stanisława Staszica w Tarnobrzegu o profilu odkrywkowa eksploatacja złóż z wychowawcą klasy Wanda Torbacka. W 1988 rozpoczął loty na szybowcach w Aeroklubie Stalowowolskim.
Absolwent Wyższej Szkoły Oficerskiej Sił Powietrznych (Szkoła Orląt) w Dęblinie o kierunku: pilot samolotu odrzutowego (1995), gdzie wykonywał loty na samolocie TS-11 ISKRA; studiów podyplomowych na Akademii Obrony Narodowej, kierunek: zarządzanie lotnictwem w Warszawie (2003–2005); Uniwersytetu Opolskiego na wydziale przyrodniczo-technicznym, kierunek: ochrona środowiska, studia mgr (1998–2000); Politechniki Poznańskiej na wydziale maszyn roboczych i transportu, studia doktoranckie z dziedziny nauk technicznych (2012–2016) oraz wyższych studiów magisterskich i podyplomowych studiów polityki obronnej na Narodowym Uniwersytecie Obrony w Waszyngtonie o kierunku: strategia zarządzania zasobami narodowymi (2017–2018).

### Służba wojskowa
W 1995 po ukończeniu Wyższej Szkoły Oficerskiej Sił Powietrznych został mianowany na pierwszy stopień oficerski podporucznika. W tym samym roku rozpoczął zawodową służbę wojskową w 11 pułku lotnictwa myśliwskiego we Wrocławiu na stanowisku pilota wykonując szkolenie na samolotach MiG-21. Następnie pełnił służbę w 3 eskadrze lotnictwa taktycznego, w 6 eskadrze lotnictwa taktycznego, potem został skierowany do 31 Bazy Lotnictwa Taktycznego w poznańskich Krzesinach kontynuując szkolenie lotnicze na samolotach MiG-21. W okresie tym zajmował stanowiska, m.in. starszego pilota, dowódcy klucza, starszego nawigatora eskadry, zastępcy dowódcy eskadry.
W latach 2005–2007 odbył przeszkolenie w bazach lotniczych w San Antonio (Teksas), Enid (Oklahoma) oraz Tucson (Arizona) na samolocie wielozadaniowym F-16 Fighting Falcon (108 godzin) oraz na samolocie wysokomanewrowym, wykonując nalot na Northrop T-38 Talon (106 godzin). Po powrocie z USA ponownie otrzymał przydział do 31 BLotT i kontynuował szkolenie lotnicze na samolotach F-16. Odbył kurs Tactical Leadership Programme we Florennes w Belgii, zdobywając uprawnienia do dowodzenia ugrupowaniami lotniczymi w walce powietrznej oraz brał udział w kursach specjalistycznych. 29 stycznia 2010 w Centrum Szkolenia Sił Powietrznych w Koszalinie podczas uroczystości wyróżnienia najlepszych żołnierzy Sił Powietrznych roku 2009, jako zastępca dowódcy 3 eskadry lotniczej w 31 Bazie Lotnictwa Taktycznego, odebrał w stopniu majora tytuł „Pilot Roku Sił Zbrojnych Rzeczypospolitej Polskiej” z rąk szefa Sztabu Generalnego WP gen. Franciszka Gągora. W 2011 został skierowany do Dowództwa 2 Skrzydła Lotnictwa Taktycznego w Poznaniu, gdzie objął stanowisko starszego Inspektora Bezpieczeństwa Lotów.
W 2013 otrzymał przydział służbowy na szefa Wydziału Szkolenia Lotniczego 2 Skrzydła Lotnictwa Taktycznego. Z dniem 1 sierpnia 2014 został szefem szkolenia 2 SLotT. 18 czerwca 2015 przyjął od płk pil. Jacka Pszczoły dowodzenie 31 Bazą Lotnictwa Taktycznego. 2 maja 2016 z okazji Dnia Flagi Rzeczypospolitej Polskiej na dziedzińcu Belwederu został uhonorowany jako dowódca 31 Bazy Lotnictwa Taktycznego biało-czerwoną flagą od prezydenta RP. 22 sierpnia 2016 obronił pracę doktorską (tytuł pracy: Ocena emisji gazowych związków szkodliwych w spalinach silnika turbinowego samolotu wielozadaniowego) na Politechnice Poznańskiej uzyskując stopień doktora z dziedziny nauk technicznych. 16 czerwca 2017 przekazał obowiązki 31 BLotT dla płk pil. Rafała Zadenckiego i został decyzją ministra obrony narodowej Antoniego Macierewicza skierowany na podyplomowe studia polityki obronnej w Narodowym Uniwersytecie Obrony w Waszyngtonie, po czym sprawował obowiązki zastępcy dowódcy 2 Skrzydła Lotnictwa Taktycznego do 30 listopada 2020. 3 grudnia 2020 na placu apelowym „Szkoły Orląt”, przy pomniku Bohaterskim Lotnikom w Dęblinie, w obecności dowódcy generalnego RSZ generała Jarosława Miki przyjął obowiązki dowódcy 4 Skrzydła Lotnictwa Szkolnego od gen. bryg. pil. Wojciecha Pikuły. W dniu 11 listopada 2021 awansowany do stopnia generała brygady. Akt mianowania odebrał z rąk prezydenta Rzeczypospolitej Polskiej Andrzeja Dudy.
Jest pilotem wojskowym klasy mistrzowskiej na samolotach bojowych. Posiada wszystkie uprawnienia do wykonywania lotów samolotem wielozadaniowym F-16, w różnych warunkach atmosferycznych, w pełnym zakresie wykorzystania posiadanego uzbrojenia. Jego nalot ogólny wynosi około 2500 tys. godzin na wojskowych samolotach odrzutowych, jak również dodatkowy nalot na innych rodzajach statków powietrznych. Podczas służby pilota wojskowego pilotował samoloty: F-16 Blok 42; F-16 Block 52; T-38; MiG-21; TS-11; PZL-130 oraz PC-21.

## Awanse
- podporucznik – 1995[25]

(...)
- generał brygady – 11 listopada 2021[28]

## Ordery, odznaczenia i wyróżnienia[10]
- Lotniczy Krzyż Zasługi – 2019[29]
- Złoty Medal „Za zasługi dla obronności kraju”
- Srebrny Medal „Za zasługi dla obronności kraju”
- Brązowy Medal „Za zasługi dla obronności kraju”
- Srebrny Medal „Siły Zbrojne w Służbie Ojczyzny”
- Brązowy Medal „Siły Zbrojne w Służbie Ojczyzny”
- Buzdygan Honorowy – 11 listopada 2021[30]
- Odznaka pamiątkowa 31 Bazy Lotnictwa Taktycznego – 2015, ex officio
- Odznaka pamiątkowa 2 Skrzydła Lotnictwa Taktycznego – 2017, ex officio
- Odznaka pamiątkowa 4 Skrzydła Lotnictwa Szkolnego – 2020, ex officio
- Odznaka tytułu honorowego Zasłużony Żołnierz - II stopnia
- tytuł „Najlepszego dowódcy bazy” – 2016[b]
- „Pilot Roku Sił Zbrojnych Rzeczypospolitej Polskiej” - 2009
- „Pilot Roku Sił Powietrznych” - 2009
- „Pilot Roku” 31 Bazy Lotnictwa Taktycznego - 2009
- Odznaka Honorowa Sił Powietrznych
- Kordzik Wojsk Lotniczych

i inne